# Michael Herberger
Michael Herberger, auch Hehenberger oder Heberger (* 1712 in Regensburg; † 5. Januar 1784 in Stadtamhof) war ein Oberpfälzer Orgelbauer.

## Leben
Johann Michael Herberger erlernte das Orgelbauhandwerk bei Johann Konrad Brandenstein. Er heiratete 1751 dessen Tochter Maria Walburga Brandenstein. 1757 übernahm er nach dem Tod seines Schwiegervaters die Werkstatt. 
Bisher sind nur sechs seiner Werke bekannt, er baute aber ein Mehrfaches an dieser Zahl. Die Bedeutung seines Schwiegervaters konnte er nicht erreichen.

## Werke (Auswahl)
| Jahr | Ort          | Kirche                               | Bild | Manuale | Register | Bemerkungen                                                                                     |
| ---- | ------------ | ------------------------------------ | ---- | ------- | -------- | ----------------------------------------------------------------------------------------------- |
| 1760 | Pettenreuth  | Mariä Himmelfahrt                    |      | I/P     | 10       | nicht erhalten, 1880 Neubau Edenhofer (10/I/P)                                                  |
| 1766 | Haindling    | Mariä Himmelfahrt                    |      | I/P     | 6        | nicht erhalten, 1875 Neubau op. 1 von Binder, 1914 Neubau Weise, 2016 nicht spielbar.           |
| 1767 | Tegernheim   | Mariä Verkündigung                   |      | I/P     | 8        | nicht erhalten, 1878 Neubau Edenhofer, 1979 Neubau Kloss (15/II/P) → Orgel                      |
| 1769 | Regensburg   | Stiftskirche St. Johann              |      | I/P     | 12       | nicht erhalten, mehrere Nachfolgeinstrumente, aktuell Neubau 2004 Orgelbau Eisenbarth (25/II/P) |
| 1774 | Regensburg   | St. Rupert                           |      |         |          | Zuschreibung, nicht erhalten, Neubau um 1850 Breil → Orgel                                      |
| 1779 | Reichersberg | Stifts- und Pfarrkirche Reichersberg |      |         |          | Prospekt erhalten, Neubau 1981 Metzler Orgelbau op. 518 (22/II/P)                               |